# Real Club Deportivo de La Coruña 2013-2014
Questa voce raccoglie le informazioni riguardanti il Real Club Deportivo de La Coruña nelle competizioni ufficiali della stagione 2013-2014.

## Rosa
| N. |                           | Ruolo | Calciatore       |
| -- | ------------------------- | ----- | ---------------- |
| 1  | Argentina (bandiera)      | P     | Lux              |
| 2  | Spagna (bandiera)         | D     | Manuel Pablo     |
| 3  | Costa d'Avorio (bandiera) | D     | Ibrahim Sissoko  |
| 4  | Spagna (bandiera)         | C     | Álex Bergantiños |
| 5  | Spagna (bandiera)         | D     | Carlos Marchena  |
| 7  | Spagna (bandiera)         | C     | Antonio Núñez    |
| 9  | Spagna (bandiera)         | A     | Borja            |
| 10 | Spagna (bandiera)         | C     | Juan Domínguez   |
| 11 | Spagna (bandiera)         | A     | Javier Arizmendi |
| 13 | Spagna (bandiera)         | P     | Fabricio Agosto  |
| 14 | Cile (bandiera)           | C     | Bryan Rabello    |
| 15 | Spagna (bandiera)         | D     | Laure            |

| N. |                       | Ruolo | Calciatore         |
| -- | --------------------- | ----- | ------------------ |
| 16 | Portogallo (bandiera) | C     | Luisinho           |
| 18 | Spagna (bandiera)     | C     | Toché              |
| 19 | Uruguay (bandiera)    | D     | Ifrán              |
| 20 | Polonia (bandiera)    | C     | Cezary Wilk        |
| 22 | Spagna (bandiera)     | A     | Diego Seoane Pérez |
| 23 | Spagna (bandiera)     | D     | Albert Lopo        |
| 24 | Spagna (bandiera)     | D     | Luis Fernández     |
| 25 | Spagna (bandiera)     | A     | Juan Carlos        |
| 28 | Spagna (bandiera)     | D     | Pablo Insua        |
| 29 | Spagna (bandiera)     | D     | Uxío Marcos        |
| 30 | Spagna (bandiera)     | C     | Bicho              |